# Belowodsk

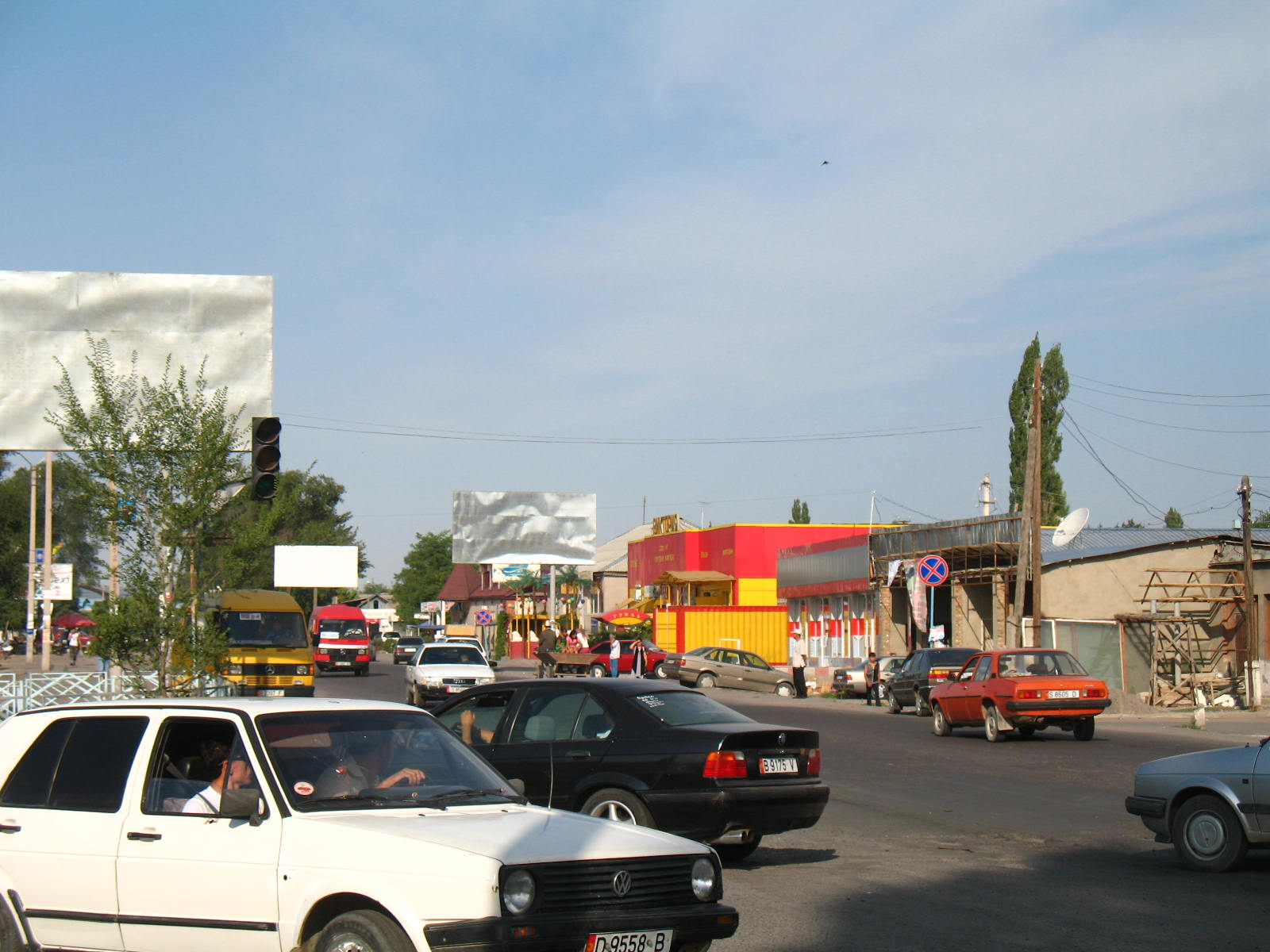
Zentrum von Belowodsk, Blick nach Westen Richtung Kara-Balta

Belowodsk (kirgisisch Беловодск; russisch Беловодское/ Belowodskoje; wiss. Transliteration Belovodskoe) ist ein Ort im Oblus Tschüi (Чүй, wiss. Transliteration Čùj) in Kirgisistan mit 27.626 Einwohnern (Stand 2022).
Belowodsk ist der Verwaltungssitz des Rajons Moskwa und liegt etwa 30 km westlich von Bischkek. Belowodsk liegt an der Europastraße 40 (M39).

## Geschichte
Im Jahr 1918 war Belowodsk Ausgangspunkt einer gescheiterten Konterrevolution gegen die Bolschewiki. In Bischkek erinnert heute ein Denkmal in Form eines roten Granit-Obelisken an diese Ereignisse.

### Bevölkerungsentwicklung
| Jahr | Einwohner |
| ---- | --------- |
| 1999 | 21.139    |
| 2009 | 21.275    |
| 2022 | 27.626    |

## Kirche

### Evangelisch-lutherisch
Seit der Mitte der 1960er Jahre existiert in Belowodsk eine Gemeinde der Evangelisch-Lutherischen Kirche in der Kirgisischen Republik. Aufgrund der starken Auswanderung der Russlanddeutschen gab es in den 1990er Jahren eine Unterbrechung im Gemeindeleben. Der Neubeginn und Wiederaufbau der Gemeinde fand ab dem Jahr 2000 statt. Im Jahre 2001 wurde die Gemeinde offiziell registriert.

## Verkehr
Die Stadt liegt an der Bahnstrecke Lugowoi–Bischkek.

## Söhne und Töchter der Stadt
- Sabirdschan Rusijew (* 1953), kirgisischer Fechter
- Vitali Klitschko (* 1971), ukrainischer Boxer und Politiker
- Dimitri Taube (* 1984), deutscher Journalist